# 이바르 오토 벤딕손
이바르 오토 벤딕손(스웨덴어: Ivar Otto Bendixson, 1861~1935)은 스웨덴의 수학자이다. 집합론과 해석학에 기여하였다.

## 생애
1861년 8월 1일 스웨덴 스톡홀름 유르고르스브룬(스웨덴어: Djurgårdsbrunn)에서 중산층 가정에 태어났다. 아버지 빌헬름 에마누엘 벤딕손(스웨덴어: Vilhelm Emanuel Bendixson)은 상인이었고, 어머니는 토뉘 아멜리아 바르부리(스웨덴어: Tony Amelia Warburg)였다.
1878년 9월 13일 스톡홀름 왕립 공과대학교에 입학하였다. 1879년에 웁살라 대학교로 전학하였고, 1881년 1월 27일 석사 학위를 수여받았다. 이후 1890년 5월 29일에 웁살라 대학교에서 박사 학위를 수여받았다.
1890년 6월 10일 스톡홀름 대학교에서 연구원(스웨덴어: docent)으로 임용되었다. 이후 1892년~1899년 동안에는 왕립 공과대학교에서 수학을 강의하였다. 1887년 12월 19일에 안나 헬레나 린드(스웨덴어: Anna Helena Lind)와 결혼하였다.
1900년 1월 26일에 왕립 공과대학교 수학 교수가 되었다. 1901년에, 이미 앙리 푸앵카레가 제시한 푸앵카레-벤딕손 정리를 엄밀하게 증명하였다. 1905년 6월 16일에 스톡홀름 대학교 수학 교수가 되었다.
1935년에 사망하였다.